# Kuro no chōtokkyū
Kuro no chōtokkyū (黒の超特急) (en japonès El súper-exprés) és una pel·lícula de drama criminal japonesa del 1964 dirigida per Yasuzo Masumura.

## Sinopsi
Segons el crític d'ABC, la trama tracta d'un xantatge en ple melodrama passional que acaba al més pur estil policíac, amb alguns tocs d'erotisme.

## Repartiment
- Jirô Tamiya ... Keiichi
- Eiji Funakoshi ... Zaitsu
- Yukiko Fuji ... Yoko
- Daisuke Katô ... Nakae
- Tatsuya Ishiguro ... 	Kudo
- Hiroko Machida ... Hiroko

## Reconeixements
Fou exhibida com a part de la selecció oficial al Festival Internacional de Cinema de Sant Sebastià 1965.